# Kañacota
Kañacota (auch: Cañacota) ist eine Ortschaft im Departamento Cochabamba im südamerikanischen Andenstaat Bolivien.

## Lage im Nahraum
Kañacota ist der viertgrößte Ort des Kanton Tiraque im Municipio Tiraque in der Provinz Tiraque. Die Ortschaft liegt auf einer Höhe von 3625 m zwischen den niedrigen Höhenrücken der Cordillera Oriental im Tal des Río Tiraque.

## Geographie
Das Klima der Region ist ein typisches Tageszeitenklima, bei dem die Temperaturunterschiede im Tagesverlauf deutlich stärker ausfallen als die Unterschiede zwischen den Jahreszeiten.
Die Jahresdurchschnittstemperatur liegt bei gut 9 °C (siehe Klimadiagramm Tiraque) und schwankt zwischen 6 °C im Juni/Juli und knapp 12 °C im November. Der jährliche Niederschlag beträgt im langjährigen Mittel knapp 500 mm, wobei im Januar ein Monatswert von über 100 mm erreicht wird, während die Niederschläge in der winterlichen Trockenzeit von Mai bis September monatlich unter 10 mm liegen.

## Verkehrsnetz
Kañacota liegt in einer Entfernung von 73 Straßenkilometern östlich von Cochabamba, der Hauptstadt des gleichnamigen Departamentos.
Tiraque ist von Cochabamba aus über die Nationalstraße Ruta 4 zu erreichen, die ins bolivianische Tiefland nach Villa Tunari und weiter nach Santa Cruz führt. Von Tiraque aus führt der Camino RN7 Tiraque drei Kilometer in südlicher Richtung bis zur Ruta 7, die Tiraque über Epizana mit Santa Cruz de la Sierra verbindet. Elf Kilometer östlich der Einmündung des Camino RN7 Tiraque erreicht die Straße Kañacota.

## Bevölkerung
Die Einwohnerzahl der Ortschaft ist in dem Jahrzehnt zwischen den beiden letzten Volkszählungen um knapp ein Drittel angestiegen:
| Jahr | Einwohner         | Quelle       |
| ---- | ----------------- | ------------ |
| 1992 | keine Detaildaten | Volkszählung |
| 2001 | 334               | Volkszählung |
| 2012 | 435               | Volkszählung |
| 2024 |                   | Volkszählung |

Die Region weist einen hohen Anteil an indigener Bevölkerung auf, im Municipio Tiraque sprechen 92,7 Prozent der Bevölkerung Quechua.